# Nothing else to do
Nothing else to do is een single van de Nederlandse zangeres Maggie MacNeal.
Het was de eerste uitgebracht single van Maggie MacNeal (Sjoukje Smit) na de breuk binnen Mouth & MacNeal in december 1974. De zangeres zat twee maanden thuis in Krabbendijke te broeden voordat zij een doorstart had binnen haar zangcarrière. Onder leiding van nieuwe muziekproducent Richard de Bois, arrangeur Dick Bakker en geluidstechnicus John Sonneveld nam ze dit nummer op, dat de situatie weergaf. Het nummer werd door Frans Smit, Sjoukje Smit en (haar manager) Peter Bewley (pseudoniem van Peter van Asten) geschreven. Het plaatje vermeldde “A ladybird production”, een samenwerkingsverband tussen De Bois en Van Asten.
De B-kant I don't lay my head down (3:17) werd eveneens geschreven door echtpaar Smit met Hans de Hont.
Nadat het bij uitbrengen in week 26 van 1975 tot alarmschijf was benoemd stond het in de drie weken daarna genoteerd in de Nederlandse Top 40. Het stond bovendien drie weken genoteerd in de Nationale Hitparade, met een piek op plaats 20. Het Toppopfilmpje had daardoor ook maar een korte speelperiode.
Beide nummers ontbreken op het eerste muziekalbum getiteld Maggie MacNeal uit 1976.